# Río Verde Grande
El río Verde Grande (en portugués Rio Verde Grande) es un río en Minas Gerais, Brasil, que forma el límite con el estado de Bahía en su cauce inferior. Es un afluente del Río San Francisco.